# Groupe d'aviation de la police et des gardes-frontières
Le groupe d'aviation de la police et des gardes-frontières (estonien: Politsei- ja piirivalveameti lennusalk) est une unité mixte composée d'hélicoptères et d'avions qui opérait autrefois sous le commandement de la garde des frontières estonienne, mais qui est maintenant subordonnée au conseil de police et des gardes-frontières. L'escadron est une unité de recherche et sauvetage à réaction rapide, qui effectue également des opérations de transport médical et de patrouille aux frontières.

## Historique
La création de l'unité a commencé avec la création du département aérien des gardes-frontières en 1992. L'unité a été officiellement créée le 8 février 1993 sous le nom d'escadron national des gardes-frontières et l'unité a commencé à opérer à partir de l'aéroport de Tallinn.
L’escadron a initialement exploité deux avions Let L-410, donnés par l’Allemagne en 1992 et reçus le 23 février 1993. Les avions ont commencé à participer aux vols HELCOM cette même année. Le 1er septembre 1994, sur la base de l'escadron, le groupe estonien de l'aviation nationale est créé. L'unité a participé aux efforts de sauvetage lors de la catastrophe du MS Estonia. À la suite de cette tragédie, un escadron d’hélicoptères est rapidement établi au cours de la même année.
L'Allemand Air Rescue (allemand: DRF Luftrettung) a fait don de quatre hélicoptères Mil Mi-8 de l'ancienne armée de l'air de l'armée nationale populaire, à l'escadron (un cinquième a été envoyé pour des pièces de rechange), qui ont été officiellement remis le 7 décembre 1995. Le 22 avril 1997, l’unité a de nouveau été subordonnée aux garde-frontières estoniens et a été renommée Groupe d’aviation des garde-frontières.
Entre 2007 et 2011, l'unité a reçu de nouveaux hélicoptères utilitaires AW139 pour remplacer les anciens hélicoptères Mil Mi-8. L'unité a participé à une mission Frontex appelée "Poséidon 2009" avec un avion de patrouille maritime. En 2010, l'unité a été transférée à la commission de la police et des garde-frontières nouvellement créée et subordonnée à la commission des gardes-frontières.
Un nouveau complexe de services de gardes-frontières a été ouvert à l'aéroport de Kuressaare en 2013,. L'unité fut transférée au Département de la gestion du renseignement et des enquêtes lors de la restructuration de la Commission de la police et des gardes-frontières en 2014.

## Équipements

### Équipements actuels
| Modèle                          | Image    | Origine    | Type                         | Nombre   | Notes |
| Aéronefs                        | Aéronefs | Aéronefs   | Aéronefs                     | Aéronefs | Aéronefs |
| ------------------------------- | -------- | ---------- | ---------------------------- | -------- | --- |
| Beechcraft Super King Air 350ER |          | États-Unis | Avion de patrouille maritime | 1        | Livré en 2018 pour remplacer le L-410. Immatriculé ES-PKY. |
| Cessna 172R                     |          | États-Unis | Avion utilitaire             | 1        | Utilisé pour l'entraînement en vol et les missions de patrouille. Livré en 2003. Immatriculé ES-PCO,. |
| AgustaWestland AW139            |          | Italie     | Hélicoptère utilitaire       | 3        | Première livraison en 2007 (ES-PWA), deuxième en 2008 (ES-PWB) et troisième en 2011 (ES-PWC). Chargé des opérations SAR, des patrouilles frontalières, des missions médicales et des tâches utilitaires,. |

### Anciens équipements
| Modèle             | Image | Origine          | Type                                        | Nombre | Notes |
| ------------------ | ----- | ---------------- | ------------------------------------------- | ------ | --- |
| Let L-410UVP       |       | Tchéquie         | Avion utilitaire                            | 2      | Donné par l'Allemagne en 1992. ES-PLY (anciennement ES-EPI) a été retiré et donné au Musée estonien de l'aviation en 2017,. En 2007, l'ES-PLW (anciennement l'ES-EPA) était équipé du système de surveillance maritime MSS 6000. Il a été vendu aux enchères en 2018. |
| Mil Mi-8           |       | Union soviétique | Hélicoptère utilitaire                      | 4      | Offerts par l'Allemagne en 1995. Deux hélicoptères (ES-PMC et ES-PMD) ont été modernisés entre 1997 et 1998. ES-PMC a pris sa retraite en 2006 et a été exposé à Muraste. L’ES-PMA a été donnée au Musée estonien de l'aviation. ES-PMB n’a jamais été utilisé activement et a été vendu aux enchères. ES-PMD a été donnée à la ville de Valga en 2009 pour y être exposé,. |
| Schweizer 300 (en) |       | États-Unis       | Hélicoptère d'entraînement et de patrouille | 1      | Acheté en 1999 et mis hors service en 2006,. Immatriculé ES-PSF. Propriété de l’Académie d'aviation estonienne. |
| Enstrom 480 (en)   |       | États-Unis       | Hélicoptère d'entraînement et de patrouille | 1      | Commandé par l’Inspection de l’environnement de l’Estonie en 2006, mais exploité par le groupe. Vendu en 2018 en raison de problèmes de fiabilité et d'un besoin de fonds supplémentaires,. Immatriculé ES-PEG. |